# Русско-турецкая война (1768—1774)
Русско-турецкая война 1768—1774 годов (современное турецкое название: 1768—1774 Osmanlı-Rus Savaşı) — одна из ключевых по значению войн между Российской и Османской империями. Основной целью войны со стороны России являлось получение выхода к Чёрному морю, Турция рассчитывала получить обещанные ей Барской конфедерацией Подолию и Волынь, расширить свои владения в Северном Причерноморье и на Кавказе, и установить протекторат над Речью Посполитой.
Войне предшествовали сложная европейская дипломатическая игра, которую вели друг против друга Россия и Франция, а также политический кризис в Речи Посполитой. В результате французских и польских интриг османский султан Мустафа III объявил войну России, воспользовавшись как предлогом действиями повстанцев-колиев и вводом русской армии в пограничные местности Речи Посполитой. На стороне Турции воевало вассальное от неё Крымское ханство, включая некрасовцев. Кроме того, турецкое правительство заручилось поддержкой польских повстанцев-конфедератов. Со стороны России, кроме регулярной армии и флота, боевые действия вели отряды донских, терских, малороссийских и запорожских казаков, в том числе флотилии запорожцев, а также калмыки. В ходе войны на территории Османской империи в 1770 году при поддержке русского флота подняли восстание греки Пелопоннесса, а в 1771 году взбунтовались Египет и Сирия.
В ходе войны русская армия под командованием Петра Румянцева и Александра Суворова разгромила турецкие войска в битвах при Ларге, Кагуле и Козлуджи, а средиземноморская эскадра русского флота под командованием Алексея Орлова и Григория Спиридова нанесла поражение турецкому флоту в Чесменском и Патрасском сражениях.
10 (21) июля 1774 года Османская империя вынуждена была подписать с Россией Кючук-Кайнарджийский договор. В результате войны, закончившейся победой Российской империи, в её состав вошли бывшие османские территории в Крыму — крепости Керчь и Еникале, остальные территории в Крыму отошли крымскому хану (Крымское ханство было присоединёно к России на 9 лет позже — в 1783 году), на северном побережье Чёрного моря — Кинбурн с прилегающими территориями, а также территории, прилегающие к Азову (сам город принадлежал России с 1739 года) и Кабарда. Была признана полная независимость Крымского ханства как от России, так и от Турции: «Все татарские народы: крымские, буджатские, кубанские, едисанцы, жамбуйлуки и едичкулы, без изъятия от обеих империй имеют быть признаны вольными и совершенно независимыми от всякой посторонней власти, но пребывающими под самодержавной властью собственного их хана чингисского поколения». Россия получила право вести торговлю и обладать военным флотом на Чёрном море.

## Предыстория конфликта
Внешняя политика Российской империи с 1762 года под влиянием Никиты Панина имела своей целью создание «Северного аккорда» — союза северных государств (России, Пруссии, Дании, Швеции и Речи Посполитой) при поддержке Англии в противовес европейской гегемонии Франции и Австрии. В конце сентября 1763 года в Речи Посполитой умер король Август III и начались обычные раздоры партий. В выборы короля вмешалась Россия, и в 1764 году был избран её кандидат — Станислав Понятовский. Борьба партий продолжалась и после избрания короля. Россия совместно с Пруссией снова выдвинула вопрос о диссидентах, русские войска были введены в Речь Посполитую, и русский посланник в Варшаве князь Репнин настолько энергично защищал интересы своего правительства и православных диссидентов, что в конце концов, приказал арестовать наиболее видных и влиятельных членов сейма.
Для противодействия русскому влиянию в 1768 году была образована Барская конфедерация, при поддержке католических держав — Франции и Австрии — вступившая в неудачную борьбу с русскими и польскими правительственными войсками. Оказавшись в затруднительном положении, конфедераты обратились за помощью к Порте. Были собраны драгоценности для подкупа влиятельных лиц в Константинополе. Французское правительство деятельно поддерживало ходатайство поляков и употребляло всевозможные меры, чтобы поссорить Турцию с Россией. Франция откровенно подталкивала Турцию к войне с Россией для того, чтобы воспользовавшись трудностями Турции, мирным путём приобрести Египет или сделать его финансово зависимым от Франции. Долгое время эта политика не давала результатов. Русский дипломатический представитель в Турции А. М. Обресков заверил султана, что русские войска будут выведены из Речи Посполитой в феврале 1768 года. Французское правительство было недовольно деятельностью своего посла де Верженна и отправило ему в помощь секретаря Сен-При и двух особых агентов — барона Тотта в Крым и Толея к конфедератам. Толей уговорил конфедератов уступить Волынь и Подолию Турции в случае благоприятного исхода войны. Это предложение изменило позицию Турции, которая стала искать предлог для вмешательства в польские дела.

## Непосредственные причины
Во время боевых действий против Барской конфедерации отряд считавших себя на российской военной службе колиев, среди которых были запорожские казаки, преследовал отряд конфедератов и ворвался вслед за ними в город Балта, вторгшись, таким образом, на территорию Османской империи, и далее выжег город Дубоссары на Днестре, где укрылись турецко-татарские защитники Балты. Последовал дипломатический скандал. Несмотря на то, что Россия уже сама наказала виновных телесными наказаниями на российско-турецкой границе в присутствии турецких представителей, объяснив им, что в России, по её законам, не приводится в исполнение смертная казнь, на которую осудил виновных российский суд, 25 сентября (6 октября) 1768 года османский великий визирь пригласил к себе Обрескова, обошёлся с ним оскорбительно и, получив отказ на требование немедленного вывода русских войск из Подолии, приказал заключить его и его сотрудников в Едикуле (Семибашенный замок), что, по османскому обычаю, служило способом объявления войны. 29 октября (10 ноября) был объявлен сбор турецкой армии для похода на Россию.
Порта обвиняла в разрыве Россию. Россия, по её словам, неоднократно нарушала заключённые трактаты, строила крепости вблизи границ Турции, вмешалась в дела Речи Посполитой, стремясь ограничить вольности поляков и способствуя избранию на престол «человека из числа офицеров, недостойного быть королём, и из фамилии и предков которого никто не был королём»; наконец, якобы русские войска разорили Балту. В ответ Екатерина II объявила войну Турции манифестом от 18 (29) ноября 1768 года. Екатерина обратилась с циркулярной нотой к европейским дворам, в которой старалась объяснить и доказать справедливость и прямоту русской политики и указать на несправедливость Порты, подстрекаемой противниками России.

## Состояние армий накануне войны
На исход войны очень сильно повлияло то, что по уровню боеспособности турецкие армия и флот значительно уступали российским. Турецкая армия была многочисленна, однако дисциплина турецких войск была низкой, были распространены неподчинение и дезертирство. Ружья турецкой пехоты имели длинный тяжёлый ствол и поэтому стреляли на большее расстояние, чем русские ружья. Однако из-за этого их приходилось долго заряжать и применять для стрельбы подставки-сошки. К тому же у них не было штыков и поэтому в ближнем бою турки применяли сабли и ятаганы. Турецкие пушки были чрезмерно тяжёлыми, во время боя не могли сменить позицию, а турецкие артиллеристы были плохо обучены. Все это приводило к тому, что эффективность турецкой артиллерии была низкой. В отличие от пехоты и артиллерии, турецкая кавалерия была высокого уровня и превосходила русскую численностью, подготовкой всадников и качеством лошадей. В отличие от русской армии, обученной искусству маневрирования, турки действовали на поле боя неупорядоченной массой, образовывая из своей пехоты и кавалерии скопища или «толстые фронты» значительной глубины. Турецкий флот был также в неудовлетворительном состоянии. Его основными недостатками были низкий уровень подготовки командиров и экипажей, а также практически полное отсутствие компасов и слабое знание карт. Не понимая этого, Мустафа III имел преувеличенное представление о могуществе Османской империи.
Осень и зима 1768 года прошли в приготовлении к военным действиям. Турки и конфедераты пытались договориться о совместных действиях. Осенью 1768 года Россия провела два рекрутских набора. Екатерина II одобрила предложение братьев Орловых отправить русский флот в Средиземное море и разжечь антитурецкое восстание среди христианских народов Балкан. Никита Панин и русский посол в Англии И. Г. Чернышёв договорились с англичанами о помощи в снабжении и организации флота. Кроме того, Англия удерживала французов от попыток помешать действиям русского флота в Средиземном море.

## Ход войны

### Кампания 1769 года
Русские войска разделили на три армии: главная, или наступательная, под начальством генерал-аншефа князя А. М. Голицына (до 71 тыс. при полном укомплектовании, включая 10 тыс. казаков), собиралась у Киева; вторая, или оборонительная, армия генерал-аншефа Румянцева (до 43 тыс.), должна была защищать южные границы Российской империи от вторжений татар и располагалась у Полтавы и Бахмута; третья армия, генерал-аншефа Олица (до 15 тыс.) — у Луцка, назначалась как авангард главной армии.
Первый этап войны начался 4-7 января 1769 года с вторжения 70-тысячной турецко-татарской армии во главе с крымским ханом Кырым Гераем на земли Новой Сербии. Крымские татары, турки и ногайцы разорили местные поселения и забрали в рабство значительное количество местных жителей, но их набег был отбит 6-ти тысячным гарнизоном крепости Святой Елизаветы, после чего наступательные действия продолжили войска генерала Румянцева.
Масштабные боевые действия начались 15 (26) января 1769 года. Крымские татары перешли границу России и произвели набег на Новороссийскую губернию и Славяносербию, а на обратном пути на Киевское воеводство Речи Посполитой. С российской стороны отряд генерал-поручика Вернеса 6 марта занял Азов и 19 марта отряд бригадира Жедерса занял Таганрог.
Главная армия в конце марта сосредоточивалась у Староконстантинова. Молдавское духовенство обратилось к русской армии с просьбой вступить в Молдавию и пообещало содействие. Голицын решил наступать несмотря на то, что армия не была укомплектована — в полках, предназначенных собственно для переправы через Днестр, на 11 апреля состояло 44 531 человек (пехоты 27 187, кавалерии 10 574, 1087 артиллеристов, 5683 нестроевых), сверх того у Голицына было до 6 тыс. донских казаков.
15 апреля русская армия форсировала Днестр и 19 апреля с боем подошла к крепости Хотин. Но Голицын не имел осадной артиллерии, а измором овладеть Хотином не мог, так как продовольствия взял всего на 8 дней, и поэтому 24 апреля армия переправилась обратно в Подолию. Голицын решил за Днестром дождаться подхода главных сил турок и затем дать им генеральное сражение. В результате следующие 2 месяца он бездействовал.
Желая отвлечь внимание турок от Подолии и в то же время сблизиться с главной армией, Румянцев (25 459 солдат, 6 тыс. малороссийских и 3 тыс. донских казаков) в начале мая перешёл через Днепр и направился к Елисаветграду, приказав при этом генерал-поручику Бергу (3800 человек) произвести от Бахмута диверсию к Крымскому полуострову. К Бергу присоединились 16 тыс. калмыков и 3 тыс. донских казаков.
Между тем 21 мая главная армия турок переправилась через Дунай, а конфедераты попытались воспользоваться отступлением Голицына и захватить Львов. Наступление турок шло медленно вследствие затруднений при устройстве мостов на Дунае и плохого снабжения продовольствием. Тем не менее, благодаря бездействию Голицына, они в течение мая успели собрать на Днестре весьма крупные силы, а 3 июня великий визирь перевёл свою армию через реку Прут, расположился с главными силами (до 100 тыс.) у Рябой могилы и затем направился к Бендерам, намереваясь далее идти на Елисаветград. Кроме армии визиря, в Бендерах находилось 20 тыс. турок, в Хотине 35 тыс. турок, в Дубоссарах до 40 тыс. татар и до 40 тыс. татар было у Хотина. 19 июня турки силами до 20 тыс. человек пытались перейти через Днестр у Хотина, но были отброшены обратно авангардом главной армии под командованием генерал-майора князя Прозоровского.
Голицын узнал, что визирь идёт на Румянцева, и решил спутать его планы. 24 июня он снова перешёл Днестр и 2 (13) июля, отбив в ходе 6-часового боя контратаки турок при Пашкивцах, осадил Хотин, не отважившись однако на штурм. Гарнизон крепости испытывал большие трудности с продовольствием и особенно с фуражом. Визирь, опасаясь за участь крепости и получая преувеличенные сведения о силах Румянцева, отказался от вторжения в Новороссийскую губернию и двинулся на Хотин, но, дойдя 20 июля до Рябой могилы, в нерешительности остановился. К Хотину пошли только татары под начальством Девлет-Герая (25 тыс.) и следом за ними корпус под командованием Молдаванчи-паши (Молдованджы Али-паши) (30 тыс.). 22 июля русская армия отразила попытку Девлет-Герая прорвать блокаду Хотина. 25 июля к татарам присоединился Молдованджы Али-паша. Решив, что генеральное сражение неизбежно, Голицын прекратил осаду Хотина и собрал все свои войска в общий лагерь, ожидая атаки турок. Однако, оказав помощь гарнизону Хотина, Молдованджы Али-паша занял оборону. Голицын не решился атаковать сам, 1 августа с боем переправился через Днестр и 3 августа расположился у деревни Княгинино рядом с крепостью Каменец-Подольский. При этом он отдал приказ строить осадные батареи на польском берегу Днестра для обстрела Хотина. Повторное отступление Голицына выглядело как поражение и сильно ободрило турок. Султан Мустафа III назначил Молдованджы Али-пашу новым визирем. Прежний визирь, его переводчик и господарь Молдавии Григорий Каллимаки были казнены за плохое снабжение армии, казнокрадство и якобы измену.
6, 14 и 23 августа турки предпринимали попытки переправиться у Хотина через Днестр. Самая сильная атака состоялась 29 августа. Главные силы нового визиря (до 80 тыс.) атаковали отряды Я. А. Брюса и И. П. Салтыкова, но были в ходе 12-часового сражения отброшены за реку. Турки только на поле боя оставили около 3000 убитых, а часть увезли при отступлении, потери русских — 182 убитых и 337 раненых. 6 сентября турецкий отряд численностью 9 тыс. или 12 тыс. (5 тыс. пехоты и 7 тыс. кавалерии) занял для защиты своих фуражиров предмостное укрепление на левом берегу Днестра напротив Хотина. Из-за разлива Днестра он не мог быстро переправиться обратно и был отрезан от своих главных сил. Голицын направил 8 гренадерских батальонов и 12 гренадерских рот под командой полковников Отто фон Вейсмана, О. А. Игельстрома, Е. П. Кашкина и А. Н. Сухотина атаковать турок вечером в 9 часов. В резерве были 3 пехотных полка под началом полковника М. Н. Кречетникова. В темноте в штыковой атаке турецкий отряд был уничтожен, значительная часть турок была заколота штыками, часть разбежалась или утонула при попытке спастись вплавь, до 400 человек взято в плен. Уничтожение остатков этого отряда продолжалось до 8 сентября. Русские гренадеры потеряли 94 убитых и 511 раненых. Между тем артиллеристы Голицына закончили возведение по проекту генерал-майора барона Иосифа де Молино батареи из 24 осадных орудий напротив Хотина и 8 сентября меткий огонь этой батареи под командой майора Людвига вынудил турок спешно отступить из своего хотинского лагеря.
Эти победы русской армии, а также недостаток продовольствия и происшедший в турецкой армии бунт заставили Молдаванчи-пашу отступить к Яссам, а потом к Рябой могиле. Значительная часть его войск разбежалась, а оставленный в Хотине Девлет-Герай после отступления турок тоже ушёл к Рябой могиле. 9 сентября Хотин был без боя занят русскими войсками, трофеями русской армии в Хотине стали 182 пушки и множество боеприпасов. Русскому гарнизону в Хотине (четыре пехотных полка под командой свежеиспечённого бригадира Вейсмана) пришлось 12 дней хоронить множество убитых турок, валявшихся в крепости и в её окрестностях, точное их число осталось неподсчитано. После этого Голицын отошёл к Меджибожу, чтобы сблизиться со своими магазинами. В то же время он направил отряд генерал-поручика Эльмпта (все гренадеры 1-й армии, 3 полка кавалерии и казаки) к Яссам, которые и были заняты 26 сентября. Визирь отступил в Исакчу, а крымский хан, узнав об этом, вообще распустил свои войска. На левом берегу Дуная остались лишь незначительные турецкие гарнизоны. Эльмпт привёл жителей Молдавии к присяге на верность Екатерине II, оставил в Молдавии небольшой отряд под начальством Прозоровского и в начале октября вернулся в Подолию.
Между тем императрица, недовольная оборонительным характером действий Голицына, назначила на его место ещё 13 августа Румянцева, который 18 сентября прибыл в 1-ю армию. 2-я армия была вверена генерал-аншефу графу П. И. Панину. Впрочем за взятие Хотина Голицын был произведён в генерал-фельдмаршалы. Так как турки ушли за Дунай, а конфедераты были рассеяны, то Румянцев отложил возобновление военных действий до весны и расположил войска главной армии на зимние квартиры между Днестром, Бугом и Збручом. Однако для защиты Молдавии находившийся в ней отряд был усилен и поручен генерал-поручику Х. Ф. Штофельну. 21 ноября русские войска заняли Бухарест и выдвинули передовые отряды до левого берега Дуная. В течение зимы турки неоднократно пытались выбить корпус Штофельна из Валахии, но безуспешно.
17 сентября граф Панин вступил в командование 2-й армией. В это время на правом берегу Днепра в строю 2-й армии было 30 752 чел. (а также числилось 1333 больных и 1914 человек в отпуске). Панин получил приказ Екатерины овладеть Бендерами, но за неимением осадной артиллерии ограничился набегами на эту крепость отрядов графа Витгенштейна и генерал-майора С. Г. Зорича. 27 октября 2-я армия начала отход на зимние квартиры и расположилась на линии Умань — Полтава — Бахмут. В целом, в течение кампании 1769 года войска 2-й армии ограничивались мелкими стычками у пограничных пунктов; предпринятая в июне экспедиция генерала Берга в Крым не имела успеха: трава в степи выгорела, и отряд вынужден был возвратиться. Однако манёвры 2-й армии, прикрывавшей огромное пространство от Азовского моря и почти до самого Хотина, сковали действия главной армии визиря и крымских татар и значительно содействовали успеху главной армии.
В 1769 году отряды казаков и калмыков под командованием генерал-майора И. Ф. фон Медема успешно действовали на Кубани и Северном Кавказе и повлияли на принятие кабардинцами и другими жителями верховьев Кубани российского подданства. 29 июля первая эскадра Средиземного флота вышла из Кронштадта и отправилась вокруг Европы в Эгейское море.  На Дону вице-адмирал А. Н. Сенявин начал воссоздание Донской (Азовской) флотилии; в сентябре в Грузию прибыл отряд Готтлоба Тотлебена для совместных действий с Ираклием II. По итогу в 1769 году турки перешли Днестр, но были отброшены армией генерала Голицына. Русские войска, взяв Хотин, к зиме 1770 года вышли к Дунаю.

### Кампания 1770 года

#### Действия 1-й армии
Корпус Х. Ф. Штофельна всю зиму вёл тяжёлые местные бои в Валахии. Турки попытались выбить фокшанский отряд генерал-майоров И. М. Подгорчиани и Г. А. Потемкина и 3(14)-4(15) января 1770 года произошло сражение при Фокшанах. 18 (29) января произошло более крупное сражение при Браилове. Турки проиграли полевое сражение, но брать крепость наличными силами без осадной артиллерии русские не решились и отошли.
По составленному Румянцевым плану военных действий на 1770 год главная армия должна была окончательно очистить от турок Валахию и Молдавию и препятствовать переправе их главной армии через Дунай, а 2-я, действуя в связи с ней, — овладеть Бендерами и охранять южные границы России. Важное назначение было дано находившемуся в Средиземном море русскому флоту: он должен был поддерживать восстание греков в Морее и Архипелаге и стараться проникнуть в Дарданеллы, угрожая Константинополю.
В свою очередь, пользуясь малочисленностью и отделённостью молдавского корпуса под командованием Х. Ф. Штофельна, турки планировали разгромить его и вернуть себе Молдавию и Валахию. Султан назначил нового визиря и нового крымского хана. В начале мая главная армия визиря насчитывала до 150 тыс. и готовилась переправиться через Дунай в Исакче. Чтобы привлечь на свою сторону население Дунайских княжеств, турки на 5 лет отменили все налоги.
В 1-й армии в 1770 году на довольствии состояло 97 209 человек, считая всех строевых, нестроевых, иррегулярных чинов, возниц и обслугу, только на продовольствие для 1-й армии расходовалось более 1,7 млн руб. в год. Из частей корпуса Штофельна непосредственно в Молдавии и Валахии находилось 9 сборных батальонов (6 гренадерских и 3 егерских), 4 пехотных полка, 5 гусарских и 12 казачьих полков. Корпус Штофельна всю зиму вёл тяжёлые бои в Валахии, нёс потери от чумы и к весне 1770 года вряд ли мог насчитывать в строю даже 10 тыс. Поэтому, ввиду турецкой угрозы, 5 (16) апреля 1770 Румянцев приказал оставить Бухарест и всему корпусу Штофельна сосредоточиться у Бырлад и Фальчи. 23 апреля, оставив в Речи Посполитой для прикрытия тыла корпус под командой генерал-поручика Х. Ю. фон Эссена (около 10 тыс.), главная армия покинула зимние квартиры и двинулась к Хотину. 15 мая Румянцев переправился через Днестр. За исключением корпусов Штофельна и фон Эссена, численность главной армии на 2 мая составляла 17 полков пехоты, 6 батальонов гренадер, 2 батальона егерей, 9 полков кавалерии, а всего 38,8 тыс. человек (пехоты 19 474, кавалерии 6399, артиллеристов и инженеров 1631, казаков 449, рекрут 3544, нестроевых 5203 и больных 2122; 136 полевых и 160 полковых орудий; 16 тыс. лошадей). Ещё 3598 рекрут прибыли позже. В лагере у Хотина Румянцев оставил 4 пехотных полка неполного комплекта для обучения рекрутов и приёма выздоравливающих (то есть в главной армии осталось не более 32 тыс. человек) и 25 мая выступил на юг.
Наступление Румянцева, спешившего упредить турок в Молдавии, крайне замедлилось весенней распутицей, а также распространением в Дунайских княжествах чумы. 9 июня Румянцев встал лагерем на левом берегу Прута у села Цицора в 30 вёрстах от Ясс (ныне Цуцора). 11 июня новый командир молдавского корпуса Н. В. Репнин, который заменил скоропостижно умершего от чумы Штофельна, переправился на левый берег Прута и соединился с авангардом главной армии, которым командовал генерал-квартирмейстер Ф. В. Бауэр. Численность корпуса Репнина не превышала 6-7 тыс. человек, так как он оставил на правом берегу Прута под командой генерал-майона Г. А. Потемкина всех своих егерей (700 человек) и казаков. Таким образом, перед решающими боями в главной армии Румянцева было до 38 тыс. человек, включая нестроевых, ему противостояли главная армия визиря (до 100 тыс. кавалерии и 50 тыс. пехоты) и крымский хан (около 80 тыс.).
Действия главной армии в эту кампанию были блистательны и ознаменовались победами 17 (28) июня 1770 при Рябой могиле, 7 (18) июля 1770 при Ларге и наконец 21 июля (1 августа) 1770 при Кагуле, где турки потерпели страшный разгром несмотря на то, что Румянцев смог выставить против них лишь 17 тыс. человек. Только на поле боя турки оставили 3 тыс. убитых, и ещё больше потеряли при бегстве и панической обратной переправе за Дунай 22-23 июля. 26 июля на волне успеха Репнин при слабом сопротивлении деморализованных турок взял Измаил. Всего 21-26 июля турки потеряли по показаниям пленных до 20 тыс. человек. Русская армия захватила 4 тыс. пленных, 205 пушек и важную крепость Измаил, сама потеряв 375 убитых и пропавших и 560 раненых. Наградой для Румянцева за Кагул стал чин генерал-фельдмаршала.
Следствием победы при Кагуле стали новые успехи русской армии. Корпус Репнина 10 августа осадил важнейшую для турок крепость Килию, которая прикрывала устье Дуная и позволяла им морем перебрасывать резервы из Константинополя. 13 августа турецкий гарнизон Килии совершил сильную вылазку, отбитую отрядами подполковников Ф. И. Фабрициана и Ф. Н. Кличка. 21 августа Килия капитулировала, Репнин взял 68 пушек, потеряв за время осады 42 убитых и 158 раненых. 13 сентября бригадир Игельстром осадил Аккерман, который сдался 28 сентября (трофеи русских — 60 пушек). 21 сентября началась осада отрядом генерал-майора Ф. И. Глебова крепости Браилов, которую турки после упорной обороны оставили только 10 ноября. В боях за Браилов Глебов потерял около 700 убитых и 2100 раненых, взяв 66 пушек. 14 ноября И. В. Гудович вновь вошёл в Бухарест, 28 декабря М. Н. Кречетников занял Крайову. На зимние квартиры главная армия расположилась в Молдавии и Валахии.

#### Действия 2-й армии
Во 2-й русской армии в начале кампании 1770 года числилось 40 837 регулярных войск (из них 5761 нестроевых), 20 тыс. казаков и 15 тыс. калмыков, а также во 2-ю армию должны были прибыть 3320 рекрутов и осадная артиллерия из Киева. 2-я армия была разделена на 3 части: главный корпус под непосредственным командованием графа Панина, нацеленный на Бендеры, корпус Берга на левом берегу Днепра — для действий против Крыма, и против Очакова корпус Прозоровского. В корпусе Берга было 21 124 человек (пехоты 4521, кавалерии 1569, нестроевых 1034, казаков 4 тыс., калмыков 10 тыс.), корпус князя Прозоровского насчитывал до 14 000 — регулярной кавалерии до 1500 человек, до 7,5 тыс. казаков и 5 тыс. калмыков; для охраны тыла и побережья Азовского моря использовалось до 11 тыс. человек и сверх того, 2391 запорожцев на судах составили Днепровскую флотилию.
20 марта 2-я армия выступила с зимних квартир, 7 июня Панин переправился через Буг, 2 июля через Днестр. Опасаясь чумы, Панин решил взять Бендеры не штурмом, а путём бомбардировки и земляных работ. 15 июля началась осада Бендер. В корпусе Панина на тот момент было 33 744 человека (включая нестроевых) — 18 567 пехоты, 3574 артиллеристов и инженеров, 6375 кавалерии, 4398 казаков, 830 больных и 16 тыс. лошадей. Турецкий гарнизон насчитывал более 12 тыс. человек и оказал упорное сопротивление, сломить которое осадой и бомбардировками не удалось. Понимая необходимость штурма, Панин запросил у Румянцева значительное подкрепление, чтобы в случае неудачи была возможность продолжить осаду. Ему пришлось ждать, так как 1-я армия вела в это время активные действия. Наконец 15 сентября отряды из 1-й армии были высланы к Бендерам и Панин решился на штурм. Для атаки Панин смог выделить только 11 тыс. человек пехоты, около 2,5 тыс. кавалерии и 2,5 тыс. казаков (в их числе был хорунжий Емельян Пугачёв). Вечером 15 сентября, взорвав мину, подведённую под крепостной вал, войска 2-й армии пошли на приступ. Бой шёл всю ночь, обе армии проявили храбрость и неуступчивость, однако военное искусство русских оказалось выше и в 8 часов утра 16 (27) сентября 1770 турки сдались. Во время штурма город полностью сгорел. Потери 2-й армии во время штурма — 687 убитых и 1875 раненых, а турок — более 5 тыс. убитых, в целом же за все время осады Бендер потери русских составили 6236 человек (1672 убитых и умерших и 4564 раненых), турок — более 7 тыс. убитых, 5390 пленных и 348 пушек.
Кроме собственно военных действий, по поручению Екатерины II в течение всего года Панин вёл переговоры с татарами. В результате этих переговоров и военных успехов России ногайские татары Буджакской, Едисанской, Едичкульской и Джамбулакской орд решились отложиться от Турции и принять покровительство России.
Добились успеха и другие корпуса 2-й армии. 10 сентября Прозоровский около Очакова уничтожил отряд очаковского гарнизона, потери турок составили до 3 тыс. человек. 24 сентября перед Перекопом отряд генерал-майора А. И. Романиуса из корпуса М. В. Берга атаковал татар и загнал их обратно за Перекоп, татары потеряли до 2 тыс. Потери же русских в обоих случаях были незначительны.
После взятия Бендер на военном совете 2-й армии было решено, что организовать осаду Очакова в этом году невозможно. 6 октября, оставив в Бендерах 5-тысячный гарнизон, 2-я армия двинулась на Днепр на зимние квартиры. Панин рассчитывал получить за свои заслуги фельдмаршальский жезл, однако Екатерина II осталась недовольна потерями 2-й армии и разорением Бендер. «Чем столько терять и так мало получить, лучше было вовсе не брать», сказала она, получив известия о взятии Бендер. Вряд ли справедливо было упрекать в этом Панина, но чин фельдмаршала он не получил и, считая себя обиженным, попросил замену. 19 ноября Екатерина отправила его в отставку.

#### Средиземное море
1-я эскадра Средиземного флота 17 (28) февраля высадила десант в Морее. Однако действия на суше закончились для русских войск неудачей из-за недооценки русским командованием силы турок в Греции и переоценки силы греческих повстанцев. На море же события развивались совсем по другому. 26 июня (7 июля), почти одновременно с Кагульским поражением, турки потерпели разгром и на море: их флот в Чесменской бухте был сожжён.

#### Кавказ
Закавказский отряд Тотлебена состоял из 1 пехотного полка, 4 эскадронов, 12 орудий и 5 казачьих сотен (то есть около 3 тыс. человек). Союзниками России были Картли-Кахетинский царь Ираклий II и Имеретинский царь Соломон I. Однако отношения между союзниками не заладились. Русский офицер-волонтер подполковник Чоглоков решил сместить Тотлебена и воспользоваться русскими войсками для захвата власти. Тотлебен приказал арестовать Чоглокова, но тому помогли бежать в Тифлис. Чоглоков сделал из Тифлиса донос в Петербург, что Тотлебен или сошёл с ума или замышляет измену. Взволнованный этим, Тотлебен обвинил в интригах Ираклия. При таких условиях военные действия не могли идти успешно. Весной 1770 года, когда Ираклий и Тотлебен двинулись вместе на турецкую крепость Ахалцихе, между ними опять возникли пререкания. Тотлебен отделился и ушёл в Имеретию, а Ираклий, оставшись один, вынужден был отступить. Турки пытались окружить его, однако 20 апреля Ираклий одержал победу в битве у Д'Аспиндза. В Имеретии Тотлебен 6 августа взял Кутаиси, затем двинулся на Поти, разбив по дороге 12-тысячный отряд турок. Осада Поти началась 3 октября, но шла неудачно. Тотлебен и Соломон действовали разрозненно, совершенно не считаясь друг с другом. Осенью Екатерина II, посчитав что Тотлебен приносит больше вреда, чем пользы, заменила его генерал-майором Сухотиным. Сухотин не верил в возможность взятия Поти и зимой 1771 года снял осаду. Из-за этого над Сухотиным было даже начато следствие, но между тем Екатерина признала бесполезным более держать войска за Кавказом, и весной 1772 года закавказский отряд возвратился в Россию, оставив в Грузии множество русских дезертиров.

### Кампания 1771 года

#### Общая ситуация и планы сторон
Военные неудачи заставили турецкое командование задуматься над их причинами и реорганизовать свою армию. Мустафа III приказал больше не использовать на главном театре военных действий нерегулярные войска из-за их ненадёжности. Визирь составил свою главную армию только из регулярных войск — янычар, численность турецкой армии при этом уменьшилась, зато дисциплина улучшилась. В кампаниях 1769 и 1770 годов русская артиллерия наводила ужас на турок, турецкая же артиллерия была неповоротливой и потому неэффективной. С помощью французских специалистов турки наладили производство облегчённых пушек и уже к лету 1771 года 60 орудий нового образца прибыли в армию визиря. Полное превосходство русской армии в полевых сражениях с одной стороны, и упорная защита турками Бендер и Браилова с другой, заставили султана и визиря изменить свою тактику — они решили сильными гарнизонами оборонять ключевые крепости и только в удобном случае переходить в наступление большими силами. Понимая все же свою военную слабость, 25 июня (6 июля) турки заключили конвенцию со своим старым врагом — Австрией, по которой Турция обязалась уплатить Австрии 10 млн. пиастров и передать ей Малую Валахию, если та дипломатическими либо военными средствами добьётся возвращения туркам всех завоёванных Россией земель. Турки даже выплатили австрийцам задаток 3 млн пиастров и надеялись втянуть Россию в войну на два фронта, а сами собирались сосредоточиться на обороне правого берега Дуная, Дарданелл, Очакова и Крыма.
Крым для России был главной целью кампании 1771 года. Многолетние дипломатические усилия Екатерины, Румянцева и Панина дали результат — крымские татары не хотели воевать. Раздоры среди татар вызвала замена султаном хана Каплан-Герая на Селим-Герая. Екатерина решила воспользоваться этим и занять Крым силами 2-й армии под командованием генерал-аншефа князя В. М. Долгорукова. Задачей 1-й армии была оборона Валахии и Молдавии, а также Румянцев получил от Екатерины полномочия вести напрямую с визирем мирные переговоры.

#### Взятие Крыма
2-я армия (около 30 тыс. регулярных войск и 7 тыс. казаков) выступила из Полтавы 20 апреля и двигалась на юг вдоль Днепра, не испытывая проблем со снабжением. Заново строившаяся Азовская флотилия уже была боеспособна в 1771 году и оказывала содействие с моря. Султан же не смог собрать достаточную для защиты Крыма армию. В Варну должны были прийти из Анатолии 50 тыс. войск для переброски в Очаков, однако угроза со стороны Соломона I и Ираклия II заставили султана 40 тыс. из них отправить в Грузию. 30 тыс. султан вынужден был держать в Константинополе, так как русский флот в Эгейском море препятствовал поставкам в Константинополь и османская столица была на грани голодного бунта. 40 тыс. пришлось направить на защиту Дарданелл. Прибывший в июне в Крым турецкий десант был малочисленным и его командир даже отказался высаживаться.
12 июня Долгоруков подошёл к Перекопу. Перекопский вал, который прикрывал Перекопский перешеек, имел длину до 7 км, был хорошо укреплён у Чёрного моря и был сильно разрушен в той части, которая примыкала к Сивашу. Обороняли его 50 тыс. татар и 7 тыс. турок под личным командованием крымского хана. В ночь с 13 на 14 июня небольшой отряд пехоты под командой генерал-квартирмейстера М. В. Каховского начал обстрел вала у Сиваша, привлекая на себя внимание. Через 1,5 часа перестрелки штурмовая колонна (9 батальонов гренадер и 2 батальона егерей) во главе с генерал-майором В. П. Мусиным-Пушкиным стремительной атакой захватила вал со стороны Чёрного моря. В это время кавалерия 2-й армии под командованием генерал-майора А. А. Прозоровского обошла вал по флангу через Сиваш, зашла в тыл татарам и, отразив их контратаку, преследовала бегущих на протяжении 20 км. Гарнизон крепости Перекоп (871 человек) сдался 15 (26) июня 1771 после обстрела. Потери турок и татар составили более 1200 человек, потери русских — 25 убитых, 6 пропавших, 135 раненых. На валу и в крепости захвачено 178 пушек. Главные силы крымского хана бежали в Кафу (Феодосия), а сам хан Селим-Герай бежал в Константинополь.
Отдельный отряд генерал-майора князя Ф. Ф. Щербатова (около 2 тыс. солдат и 1,5 тыс. казаков), наступавший от Геническа по Арабатской косе, 18 июня захватил крепость Арабат, затем 20 июня отбил контратаку татар на Арабат и 21 июня (2 июля) 1771 без сопротивления взял Керчь и 22 июня Еникале. Общие потери Щербатова всего 13 убитых и 45 раненых, трофеи — 116 пушек, потери татар 540 убитых. 22 июня отряд (2,5 тыс. пехоты и казаков) генерал-майора Брауна вошёл в Гёзлев (Евпатория). Оставив в Гёзлеве гарнизон, Браун с 800 пленными двинулся к Кафе, прикрывая тыл главных сил Долгорукова. До 60 тыс. татар с 24 по 29 июня пытались атаковать Брауна, но все их атаки были безуспешны. Потери отряда Брауна за эти дни — всего 7 убитых и 8 раненых, потери татар — несколько сот. 29 июня (10 июля) 1771 Долгоруков подошёл к Кафе, выбил турок из полевых укреплений и начал бомбардировку крепости, при этом удачным попаданием был взорван пороховой погреб. Не выдержав обстрела, часть турок бежала на корабли, оставшиеся в крепости 700 человек сдались. В Кафе взято 65 пушек. Потери Долгорукова — 1 убитый (инженер генерал-майор С. де Сент-Марк) и 55 раненых, потери турок и татар — до 3,5 тыс. убитых и утонувших. После этого крымские татары прекратили сопротивление и вступили в переговоры с Долгоруковым. Итого Крым был взят за 16 дней.
Вообще, сопротивление турок и татар в Крыму оказалось слабым, а крымские крепости были в плохом состоянии. 5 сентября, оставив в Крыму гарнизоны под общей командой князя Щербатова и освободив более 10 тысяч русских пленников, 2-я армия направилась на зимние квартиры на Днепровскую линию. Азовская флотилия заняла пристань Керчи. Крымские татары самостоятельно избрали новым ханом пророссийски настроенного Сахиб-Герая, который начал мирные переговоры с Россией, чего и добивалась Екатерина: 1 (12) ноября 1772 в Карасубазаре крымский хан подписал с Долгоруковым договор (Карасубазарский трактат), по которому Крым объявлялся независимым ханством под покровительством России. К России переходили порты Керчь и Еникале.

#### Действия на Дунае
Главная армия визиря располагалась в Бабадаге и насчитывала до 40 тыс. человек и 200 орудий, в гарнизонах дунайских крепостей было до 80 тыс. и в гарнизоне Очакова 15 тыс. человек. В российской 1-й армии на 16 мая числилось 76 тыс. солдат (из них 3 тыс. рекрут) и до 7,5 тыс. казаков. Однако из них Румянцеву необходимо было направить 9,5 тыс. солдат и 2 тыс. казаков в Речь Посполитую для сбора провианта и охраны магазинов, раненых и больных было 9 тыс., около 4 тыс. числились в тылу и отлучках в Россию. Так что непосредственно в Дунайских княжествах налицо было здоровых 53 тыс. солдат (из них 6 тыс. нестроевых) и до 5,5 тыс. казаков. Румянцев разделил их на 3 дивизии. 1-я дивизия (включая резервный корпус) под командой самого Румянцева располагалась в Молдавии, в ней было 24,4 тыс. солдат (пехоты 15 745, кавалерии 4961, артиллеристов 474, нестроевых 3171) и 1,5 тыс. казаков. 2-я или бухарестская дивизия под командой Олица защищала фронт от устья Яломицы до Турно и далее по реке Ольте. В ней было 17,6 тыс. солдат (пехоты 9479, кавалерии 2955, артиллеристов 451, в гарнизонах и на постах 3884, нестроевых 859) и 1,5 тыс. казаков. 3-я дивизия под командой Вейсмана — 11 тыс. солдат (пехоты 6823, кавалерии 2758, артиллеристов 280, нестроевых 1124) и 2,5 тыс. казаков, и сверх того, запорожцы на 19 судах. Вейсман действовал от Браилова до устья Днестра. Из-за трудностей подвоза припасов (армия по-прежнему в основном снабжалась из Речи Посполитой), острой нехватки своих судов и присутствия на Дунае сильной флотилии турок Румянцев не мог переправить за Дунай свои главные силы, поэтому он собирался делать небольшими отрядами набеги на турецкий берег, хитростями заманить армию визиря на левый берег и там разбить её в генеральном сражении. Под его руководством весь год велась постройка судов для будущей переправы.
Расположение 1-й дивизии было удобно для снабжения, но с другой стороны Румянцев за всю кампанию так и не смог использовать её в деле. Вся тяжесть боёв легла на 2-ю и 3-ю дивизии. 15 февраля Олиц с 3130 человек пехоты и 347 кавалерии атаковал крепость Журжу, которая сдалась 24 февраля (7 марта) 1771. Турки потеряли до 4000 убитыми и 84 пушки, ещё до 4000 турок утонуло в Дунае при бегстве, потери русских — 179 убитых и 820 раненых. 7 апреля Олиц умер, после него командование бухарестской дивизией принял Н. В. Репнин. Репнин решил к 25 мая собрать свои силы у турецкой крепости Турно для штурма. Воспользовавшись этим, 26 мая до 6 тыс. турок из Рущука напали на русский гарнизон в Журже (707 человек). Репнин бросился на помощь, прошёл за 4 дня 120 вёрст, но опоздал на несколько часов — 29 мая гарнизон Журжи сдался. Воодушевлённые успехом, до 10 тысяч турок попытались перейти в наступление и захватить Бухарест, но 10 (21) июня 1771 Репнин нанёс им поражение в сражении при монастыре Вокарешти. Всего в боях 26 мая — 13 июня турки потеряли только убитыми более 2 тыс., потери 2-й дивизии — 502 убитых и раненых. Румянцев требовал отбить Журжу, но ситуация во 2-й дивизии было трудной. На бумаге она была грозной силой, например, в ней числилось 12 пехотных полков (штат полка — 1360 бойцов, не считая нестроевых солдат) и 5 отдельных гренадерских батальонов (для сравнения, в крымском походе 2-й армии участвовало всего 11 пехотных полков). Однако в полках 2-й дивизии к лету 1771 года оставалось в строю от 40 до 70 процентов личного состава. Бухарестская дивизия страдала от болезней, нехватки продовольствия, амуниции и транспорта, при этом ей нужно было оборонять протяжённый фронт. В этих условиях успешное наступление было сомнительным. Репнин взял отпуск по болезни и 25 июня дивизию возглавил фон Эссен. 7 (18) августа 1771 Эссен пытался штурмом вернуть Журжу, но потерпел поражение, потеряв убитыми или ранеными почти всех своих офицеров (17 убитых и умерших от ран, 58 тяжело и 23 легко раненых), а всего 514 убитых и 1795 раненых. Турки не пытались развить свой успех и две армии продолжили игру в прятки друг с другом.
И в октябре тактика Румянцева всё-таки принесла успех. 9 октября небольшой русский отряд приблизился к Журже и отошёл. Осмелев, 13 октября турки атаковали отряд Игельстрома на реке Арджеш и русские отступили, потеряв 73 убитых. Турецкое командование решило, что настал удобный момент для захвата Валахии и наконец сконцентрированная главная армия турок численностью около 30 тыс. кавалерии и 7 тыс. пехоты 20 (31) октября 1771 атаковала Бухарест, но русские войска под командованием фон Эссена одержали победу, потеряв всего 55 убитых и 199 раненых, турки же потеряли до 2000 убитыми и 350 пленными. После поражения турецкая армия пала духом и отступила за Дунай. 24 октября (4 ноября) 1771 кавалерийский отряд подполковника Кантемира (до 1,5 тыс. человек) взял Журжу почти без сопротивления, захватив 50 пушек. Для преследования и полного разгрома турок у фон Эссена было недостаточно сил.
3-я дивизия в 1771 году совершила 4 успешных набега на крепости Исакча и Тулча. И если первые три были сделаны малыми отрядами, то 19 (30) октября 1771 Вейсман переправился через Дунай уже во главе 4 тыс. пехоты, 1 тыс. кавалерии и 20 пушек. Шокированные численностью и храбростью десанта, турки почти не оказывали сопротивления, их главная армия в это время была под Бухарестом. Вейсман взял и превратил в руины Тулчу, Исакчу и Бабадаг. Одновременно с Вейсманом отряд генерал-майора А. С. Милорадовича (1740 солдат и 320 казаков) захватил Мэчин и Гирсово. Всего отряды Вейсмана и Милорадовича захватили 214 пушек, 58 судов, огромное количество боеприпасов и провианта и перевезли на левый берег Дуная 16 тыс. мирных жителей. Турки потеряли более 1400 человек убитыми и 179 пленными, русские потери всего 27 убитых и 134 раненых. 27 октября все русские отряды переправились обратно.

#### Кавказ
Новый командующий российскими войсками в Закавказье генерал-майор А.Н. Сухотин также, как и его предшественник, стремился овладеть крепостью Поти. В августе 1771 года его войска осадили Поти, но из-за отсутствия тяжелых орудий быстро взять крепость не удалось, а осаждавшие потеряли из-за болезней более двух третей своего состава. 20 октября заболевший Сухотин подал прошение об отставке. 15 декабря 1771 года было принято решение о выводе русских войск из Грузии. В то же время царю Картли-Кахетинского царства Ираклию II пришлось в одиночку сражаться как против турок, так и против лезгин, совершавших набеги на Грузию.

### Мирные переговоры в 1772—1773 годах
И России, и Турции был нужен мир, и в марте 1772 года Румянцев и визирь Мухсинзаде Мехмед-паша договорились о перемирии. Благодаря своим ярким победам Россия была вправе рассчитывать на выгодные условия. Однако Австрия была недовольна тем, что Россия претендует на Дунайские княжества и с осени 1771 демонстративно готовилась к войне, собираясь выполнить условия своей конвенции с турками. Екатерина II считала, что австрийцы блефуют, но, учитывая ещё и позицию своего своенравного союзника Фридриха II (он начал сепаратные переговоры с австрийцами), она решила оставить Дунайские княжества туркам, настаивая при этом на независимости Крымского ханства от Османской империи. Противоречия между собой Россия, Пруссия и Австрия уладили преимущественно путём раздела Речи Посполитой в 1772 году. Австрийский канцлер Кауниц и Фридрих II предлагали императрице посредничество для заключения мира с султаном и прислали своих послов; но Екатерина настояла на прямых переговорах с турками. Почти весь 1772 год и до 11 февраля 1773 года в Фокшанах и Бухаресте шли переговоры; однако ни один из представителей Порты не решился взять на себя ответственность за признание независимости Крыма, и весной 1773 года война возобновилась.

### Кампания 1773 года

#### План кампании и численность Дунайской армии
1-я армия уже имела достаточно средств для переправы через Дунай и Екатерина желала главными силами атаковать армию визиря, чтобы быстро закончить войну. Румянцев отстаивал перед Екатериной прежнюю тактику набегов малыми отрядами и отмечал, что в 1-й армии мало пехоты и что Турно и Очаков «более озабочивают», чем вся турецкая армия за Дунаем. Екатерина же рассчитывала приобрести Очаков при подписании мира в обмен на Бендеры, и поэтому активные действия против Очакова не планировались. 2-я армия Долгорукова в кампанию 1773 года должна была защищать Крым и берега Азовского моря и наблюдать за Очаковым.
Согласно донесению Румянцева Екатерине, в марте 1773 года в 1-й армии было 34 пехотных и 22 кавалерийских полка (из них в Речи Посполитой находились 2 пехотных полка и 2 кавалерийских) общей численностью 71,6 тыс. солдат. Из этого числа в госпиталях было 6 тыс., в отлучках и в тылу 4,6 тыс., в Речи Посполитой 6,1 тыс.; итого в Дунайских княжествах было налицо здоровых солдат 54,9 тыс., включая нестроевых, а также 5,6 тыс. донских и 2 тыс. запорожских казаков и дополнительно 3 тыс. рекрут в течение всей весны прибывали партиями из Киева. Румянцев разделил свою армию на 4 части (их численность дана с учётом нестроевых солдат): 1-я дивизия генерал-поручика Ступишина в Молдавии — 14,3 тыс. солдат (8 полков пехоты — 10 564 чел., 5 полков кавалерии — 3795 чел.), а также 480 казаков; 2-я дивизия генерал-поручика Салтыкова в Валахии — 17,8 тыс. солдат (5 полков пехоты — 5801 чел., 5 полков кавалерии — 3648 чел., корпус на реке Ольта — 4905 чел., гарнизоны Журжи, Бухареста и Обилешти — 3444 чел.) и 2,3 тыс. казаков; 3-я дивизия Вейсмана в Измаиле — 11,8 тыс. солдат (4 полка и 2 батальона пехоты — 5105 чел., 3 полка кавалерии — 2417 чел., гарнизоны Бендер, Килии и Аккермана — 4248 чел.) и 2,4 тыс. казаков; и резервный корпус под командой Потемкина — 11 тыс. солдат (4 полка и 1 батальон пехоты — 5552 чел., 5 полков кавалерии — 2903 чел., гарнизон Браилова — 2520 чел.), 2 тыс. запорожцев и 400 донских казаков. Потемкин занимал Браилов и Гирсово и действовал против Силистрии.
После завершения перемирия весной 1773 года на Дунае началась «малая война» — небольшие отряды русских и турок переправлялись через реку и совершали нападения друг на друга. 17 апреля авангард 3-й дивизии под командой полковника Кличка (1 тыс. солдат, 1,4 тыс. казаков и 6 пушек) взял Бабадаг и затем дошёл до Карасу, потеряв при этом 13 человек и захватив 6 пушек и множество пленных, турки же потеряли до 600 человек убитыми. 20 апреля 3,7 тыс. турок атаковали Журжу, отряд полковника Дурново отрезал часть десанта (до 1,5 тыс.) от реки и уничтожил, потери русских — 34 человека. Отряд 2-й дивизии (650 солдат и 60 казаков) под командой генерал-майора Суворова 10 (21) мая 1773 в ночной атаке выбил из крепости Туртукай 4 тыс. турок и захватил 16 пушек и 51 судно, потеряв при этом всего 26 человек убитыми и 42 ранеными; турки же потеряли до 1,5 тыс. убитыми. Суворов в реляции написал, что «солдаты разсвирепев, без помилования кололи». Туртукай был сожжён, его жители перевезены на левый берег. Единственным успехом турок было отражение 15 мая плохо подготовленного десанта полковника П. В. Репнина восточнее Рущука. Репнин сражался храбро, но потерял 265 убитых, 49 раненых, 2 пушки, и сам попал в плен.

#### Первое наступление
Видя полное превосходство русской армии, Румянцев решил исполнить желание императрицы и переправиться с армией через Дунай. 23 мая переправилась через Дунай дивизия Вейсмана в количестве 8 тыс. человек — 1,5 тыс. кавалеристов, 4115 пехотинцев, 38 орудий, 435 артиллеристов, 1110 казаков, 697 нестроевых, 136 барабанщиков и флейтистов. 27 мая (7 июня) 1773 Вейсман обратил в бегство турецкий корпус (около 12 тыс.) у Карасу. Турки потеряли 1100 убитых, 100 пленных и 16 пушек, у Вейсмана убито 64 и ранено 184. Вейсман, чтобы обеспечить переправу 1-й дивизии, 7 июня пехотой и казаками выбил 6 тыс. турок из урочища Гуробал, расположенного на правом берегу Дуная в 32 км ниже Силистрии по течению. Турки потеряли при этом 310 убитых и 8 пушек, русские потери 20 человек. Туда же переправил свой корпус Потемкин и с 9 по 11 июня там переправился Румянцев с 1-й дивизией и запасом провизии на 19 дней. Всего в Гуробале Румянцев собрал 16 пехотных полков, 4 отдельных батальона и 11 кавалерийских полков, то есть около 28,5 тыс. солдат (21 тыс. пехоты и 7,5 тыс. кавалерии, включая нестроевых) и до 1,5 тыс. казаков. Кроме того, левый берег Дуная против Силистрии и Туртукая прикрывал корпус 2-й дивизии под командой Суворова (4 тыс. человек) и с Дуная против Силистрии действовали запорожцы из корпуса Потемкина. 8 июня Румянцев предписал и 2-й дивизии Салтыкова также переправиться через Дунай и отрезать Силистрию от Рущука. Только в Гуробале от пленных Румянцев смог выяснить расположение и численность турецкой армии: в Силистрии и в лагере около неё — 35 тыс., в Рущуке 15 тыс., в Никополе 12 тыс., в Варне 6 тыс. и 20 тыс. в Базарджике под командой Нуман-паши. Сам визирь был в Шумле с корпусом в 10 тыс. человек.
12 июня Румянцев начал наступление на Силистрию и повторил предписание Салтыкову переправиться, а также напрямую приказал полковнику Мещерскому, который заменял заболевшего Суворова, снова атаковать Туртукай. Оба эти приказа не были исполнены, турки беспрепятственно усилили гарнизон Силистрии и это осложнило задачу главной армии. 15 июня армия Румянцева с боем подошла к самой Силистрии. 16 июня поправившийся Суворов начал поспешно готовить атаку и в ночь на 18 (29) июня 1773 он с отрядом 2565 человек (1,7 тыс. пехоты, 185 кавалерии, 320 спешенных кавалеристов и 360 казаков) снова разбил 4 тыс. турок в Туртукае. Турки бежали, потеряв 800 убитых, 14 пушек и 35 судов, потери русских 6 убитых и 107 раненых. 18 (29) июня 1773 Румянцев атаковал нагорный редут, прикрывавший Силистрию с юга. Атаку возглавили Потёмкин, Вейсман и Игельстром, резервом командовал Ступишин. В ходе упорного 6-часового боя корпуса Потемкина и Игельстрома был отражены, но полковник Кличка из корпуса Вейсмана в повторной атаке сумел захватить этот редут и отбил все контратаки турок. В этом бою только убитыми русская армия потеряла 488 человек, потери турок были большими, но остались неподсчитанными. Сам Румянцев в ходе сильной контратаки турок едва не попал в плен.
Русское наступление развивалось успешно, но внезапно к вечеру 18 июня Румянцев получил известие, что Нуман-паша идёт от Базарджика на помощь Силистрии и находится за спиной русской армии всего в 30 км. Румянцев посчитал своё расположение неудобным для отражения турецких контратак с двух сторон, оставил ночью 19 июня взятый редут и 20 июня отодвинул свою армию на 6 км на восток от Силистрии. В этот же день сильный турецкий отряд был замечен в Кючук-Кайнарджи. 21 июня Румянцев приказал Вейсману атаковать этот отряд, а сам 22 июня с главными силами направился в Гуробал, чтобы не дать Нуман-паше захватить переправу.
Утром 22 июня (3 июля) 1773 корпус Вейсмана (около 7 тыс. человек — 4,5 тыс. пехоты и 2,5 тыс. кавалерии) двинулся на турок и тогда выяснилось, что перед ним вся армия Нуман-паши численностью более 20 тыс. Численное превосходство турок не смутило Вейсмана, он начал атаку, но в начале боя был убит. Ожесточённые гибелью любимого генерала, русские войска разгромили турок, которые бежали до самой Шумлы. Потери турок составили 3,7 тыс. убитыми и 25 пушек, потери русских всего 15 убитых и 152 раненых. В течение лета этого же года Екатерина II учредила медаль «За оказанные в войске заслуги», которая была вручена всем солдатам, служившим под командованием Вейсмана. В 1774 году была выпущена памятная серебряная медаль упоминавшая события на Дунае.
Таким образом, русские войска победили во всех сражениях, но 24 июня военный совет 1-й армии решил отступить обратно за Дунай. Полевая армия турок была разбита и бежала, но преследовать её было невозможно из-за изнуренности кавалерии и нехватки фуража и продовольствия. Штурмовать же Силистрию Румянцев более не считал необходимым. Манёвр Нуман-паши показал, что Силистрия не является ключом турецкой обороны, взятие же её потребует больших жертв и не приведёт к окончательному успеху. В дальнейшем, осенью 1773 года и летом 1774 Румянцев главный удар своей армии направлял через Базарджик на Шумлу. Перед Екатериной Румянцев оправдывал своё отступление также тем, что у него оставалось в пехоте всего 13 тыс. бойцов и просил удвоить армию. В ответ императрица справедливо напомнила ему, что при Кагуле у него вообще во всей армии было всего 17 тыс., но в целом доводы Румянцева поддержала.
Турки перешли в контрнаступление, но предпринятые ими атаки в июле на Гирсово и в августе на Журжу закончились неудачей. 3 (14) сентября 1773 10 тыс. турок (6 тыс. кавалерии и 4 тыс. пехоты) снова атаковали Гирсово, но отряд под командой А. В. Суворова (около 4 тыс.) одержал победу, отбросив противника. Турки потеряли более тысячи убитыми и 7 пушек, русские имели всего 10 убитых и 167 раненых. 14 сентября 250 казаков 3-й дивизии под командой майора Дмитриева внезапной ночной атакой захватили и сожгли Кюстенджи, не потеряв ни одного человека, турецкий гарнизон в 1 тыс. человек бежал, оставив 150 убитых, его командир был за это казнён. 16 (27) сентября 1773 отряды 2-й дивизии под командованием генерал-майора Каменского и полковника Кантемира заманили у Турно в ловушку и разбили турецкую кавалерию, которая потеряла до 1,5 тыс. убитыми, русские потери 20 убитых и 145 раненых.

#### Второе наступление
В октябре Румянцев подготовил решительный удар всеми силами, зная по опыту прошлых лет, что сопротивление турок слабеет в конце года. По его плану, чтобы отвлечь основные силы неприятеля, которые находились в Силистрии и Рущуке, Потёмкин и Салтыков должны были организовать бомбардировки этих крепостей, а корпус 1-й дивизии под началом генерал-поручика Глебова (4,4 тыс.) высадиться в Гуробале. В это время 3-я дивизия под командованием генерал-поручика фон Унгерна (до 7 тыс.человек) и другой корпус 1-й дивизии под началом генерал-поручика князя Долгорукова с частью гирсовского отряда (всего около 6 тыс.) должны были захватить Карасу и Базарджик и затем продвинуться как можно дальше в тыл турок. Сам Румянцев заболел, остался в Браилове и не мог непосредственно руководить наступлением. 17 (28) октября 1773 Унгерн и Долгоруков атаковали Карасу. Деморализованный турецкий корпус (15 тыс.) бежал почти без сопротивления, потеряв при бегстве 1500 убитых, 772 пленных и 11 пушек, потери русских 9 убитых и 60 раненых. 23 октября русские войска без боя взяли Базарджик, захватив 23 пушки. 24 октября Потёмкин и Салтыков начали обстрел Силистрии и Рущука с дунайских островов. По словам пленных, силы визиря в Шумле были незначительными, и в гарнизоне Варны было всего 3 тыс. человек.
Видя, что его план сбывается, Румянцев приказал Унгерну атаковать Варну, а Долгорукову Шумлу. Но 30 октября (10 ноября) 1773 атака Унгерна на Варну была отбита, русские потери составили 212 убитых, 500 раненых и 6 пушек, при этом большинство потерь случилось не при атаке, а при отступлении от Варны. Неудача Унгерна напугала Долгорукова, к тому же он принял разведку турок со стороны Шумлы за армию визиря, и неоправданно поспешно Долгоруков решил оставить Базарджик. Румянцев же письменно ободрил Унгерна и приказал своим генералам соединиться и атаковать Шумлу, тем более что к 30 октября корпус Глебова полностью переправился в Гуробал и готов был поддержать это наступление. Но пока приказы все ещё болевшего Румянцева дошли до задунайских корпусов, шанс окончить войну одним ударом был упущен — отступающий Долгоруков 7 ноября уже был в Карасу. Унгерн сжёг Балчик, Каварну и Мангалию и тоже отошёл в Карасу. Чтобы улучшить управление войсками, несколько запоздалым приказом Румянцев назначил Унгерна командующим всеми корпусами за Дунаем.
А тем временем 3 (14) ноября 1773 дивизия Салтыкова (около 8 тыс.) успешно переправилась через Дунай и блокировала Рущук, отряды её кавалерии доходили до Туртукая и Разграда. Из-за непогоды во 2-й дивизии было много больных, например, только 6 ноября умерло 15 и заболело 447 человек, но, несмотря на это, Салтыков находился на правом берегу до 24 ноября и нанёс за это время туркам урон в 3 тыс. убитых, захватил 165 пленных и 4 пушки, сам потеряв 40 убитых и 346 раненых, и также он переправил 10 тыс. мирных жителей на левый берег. Потёмкин, Долгоруков и Салтыков предлагали атаковать Шумлу. Однако 15 ноября Унгерн, лучше остальных знавший обстановку, доложил, что из-за сильных дождей обозы и артиллерия не смогут достичь Шумлы. После этого Румянцев приказал армии отступить на левый берег Дуная на зимние квартиры.

#### Действия на море в 1772—1773 году
В 1772 боевые действия на суше не велись, а в Средиземном море в промежутке между перемириями эскадра капитана 1-го ранга Михаила Коняева 26—29 октября (6—9 ноября) 1772 в Патрасском заливе уничтожила турецкую эскадру.
В 1773 году российский флот действовал в восточном Средиземноморье, предпринимая попытки высадить десант. После неудачного штурма крепости Модон у греческих берегов была предпринята двухмесячная  осада Бейрута, завершившаяся взятием города 29 сентября, благодаря поддержке друзских шейхов.
23 мая (3 июня) 1773 состоялось знаменательное событие — первая победа русского флота на Чёрном море, одержанная у Балаклавы отрядом Азовской флотилии под командованием капитана 2-го ранга Кинсбергена. 29 мая (9 июня) 1773 эскадра под командованием капитана 1-го ранга Сухотина уничтожила под стенами крепости Суджук-кале 6 турецких кораблей. 23 августа эскадра Кинсбергена обратила в бегство 18 турецких кораблей с десантом (6 тыс. человек), предназначенным для высадки в Крыму.

### Кампания 1774 года
В 1774 году Румянцев планировал решительно наступать всеми силами, взять Шумлу и закрепиться на территории от Дуная до Балкан. 2-я армия должна была защищать Крым и в августе осадить Очаков. Так как военные действия в Речи Посполитой завершились, Екатерина смогла дополнительно перебросить в Дунайские княжества ещё 6 пехотных полков и 2 кавалерийских, а всего состав армии Румянцева достиг 38 пехотных, 23 кавалерийских полков (из них только 1 полк кавалерии оставался в Речи Посполитой) и 9,5 тыс. казаков. Во 2-й армии было 11 пехотных, 11 кавалерийских полков и 6 тыс. казаков. Кроме того, в отдельном корпусе в Речи Посполитой оставалось 2 кавалерийских, 2 пехотных полка и 2 тыс. казаков; на Кубани корпус генерал-поручика Медема состоял из 1 полевой команды (550 солдат), 1 эскадрона гусар и 1,6 тыс. казаков; и против Пугачева был направлен корпус Бибикова в составе 3 пехотных, 4 кавалерийских полков, 4 полевых команд и 1,5 тыс. казаков. Русское командование в кампанию 1773 года изучило географию местности за Дунаем, задунайские дороги и слабые места турецкой обороны, а также в русской армии после гибели Вейсмана снова появился харизматичный и непобедимый полевой командир — Суворов. Османская империя была на грани военного разгрома.
Высокая Порта понимала опасность продолжения войны. В январе 1774 непримиримый Мустафа III умер, на престол взошёл его брат Абдул-Хамид I. В марте визирь обратился к Румянцеву с пожеланием мира. Австрийский и прусский послы убедили нового султана дать визирю неограниченные полномочия вести переговоры и подписать окончательные условия мира. Это значительно упростило и ускорило переговоры. Румянцев от императрицы получил разрешение потратить до 100 тыс. рублей на взятки османским чиновникам. В последовавших переговорах с Румянцевым визирь уже старался только выторговать более выгодные условия мира и настаивал на том, чтобы, как в 1772 году, сначала подписать предварительное перемирие. Румянцев опасался, что визирь просто тянет время и в апреле 1774 отдал своим войскам приказ наступать.
План Румянцева на кампанию 1774 года был аналогичен его плану в октябре 1773 года. 3-ю дивизию возглавил отличившийся при Бендерах и Журже генерал-поручик Каменский. В апреле дивизия Каменского первой переправилась через Дунай, 9 мая она заняла Карасу и 2 июня — Базарджик. Суворов за заслуги прошлой кампании получил чин генерал-поручика и заменил во главе резервного корпуса Потемкина. Он переправился в Гирсово 16 мая, шёл параллельно Каменскому и 3 июня прибыл в деревню Карач к западу от Базарджика. Чтобы избежать разногласий, Румянцев особо указал Суворову, что старшим командиром является Каменский. У Каменского и Суворова в сумме было 12 пехотных полков, 5 отдельных батальонов, 7 кавалерийских и 7 казачьих полков общей численностью до 24 тыс. человек. 6 июня в Туртукае перешёл на правый берег Дуная корпус Салтыкова (6 пехотных полков, 5 кавалерийских и 2 казачьих) и за ним начал переправу в Гуробале Румянцев с 1-й дивизией (8 пехотных полков, 6 кавалерийских и 2 казачьих полка). Левый берег Дуная напротив Силистрии прикрывал отряд генерал-майора Ллойда — 3 пехотных и 2 кавалерийских полка.
В отличие от кампании 1773 года, визирь собрал свою главную армию в Шумле и затем расположил её на сильной позиции у Козлуджи. 9 (20) июня 1774 года Суворов и Каменский соединились у Базарджика и совместно разбили армию визиря. В этот же день корпус Салтыкова отразил у Туртукая атаку до 15 тыс. турок и преследовал их на расстоянии 20 км по направлению к Рущуку, турки потеряли при этом от 1700 до 2500 человек. 14 июня Румянцев из Гуробала двинулся на Силистрию и 21 июня расположился рядом с ней, выманивая турок в поле. 16 июня Каменский начал блокаду Шумлы, а Салтыков обложил Рущук. Турки неоднократно с 16 по 29 июня пытались разблокировать свои крепости, но все их атаки были отбиты. В этих боях турки потеряли только убитыми более 2700 человек, русские потери около 500 убитых и раненых. 29 июня отряд бригадира Заборовского перешёл Балканы и у деревни Чалыкивак (совр. дер. Риш) разгромил турецкий отряд в 4 тыс. человек, турки потеряли 400 убитыми и 50 пленными. На Чёрном море 9 и 28 июня Азовская флотилия отбила попытки турецкого флота прорваться через Керченский пролив в Азовское море.
Военное положение турок было безнадёжно, и визирь 2 июля выслал уполномоченных в деревню Кючук-Кайнарджи (совр. дер. Кайнарджа) для подписания мира. Со стороны России уполномоченным был Репнин. Румянцев дал визирю максимум 5 дней на согласование условий окончательного мира и 10 (21 июля) уполномоченные с обеих сторон подписали Кючук-Кайнарджийский мирный договор. 15 июля Румянцев и великий визирь его ратифицировали.
Не зная о заключении мира, 18 июля турецкий флот высадил десант в Крыму в Алуште под командованием Гаджи-Али-Паши и прежнего хана Девлет-Герая. 24 июля (4 августа) 1774 у деревни Шума отряд 2-й армии под командованием генерал-майора В. П. Мусина-Пушкина атаковал турецкий десант и отбросил турок к берегу моря. В этом бою был тяжело ранен в голову подполковник М. И. Кутузов. Вечером 24 июля обе стороны получили известие о заключении мира и боевые действия в Крыму прекратились.

## Итоги войны
По итогам войны Крым был объявлен независимым от Турции. Россия получила Большую и Малую Кабарду, Азов, Керчь и Еникале, Кинбурн с округой и прилегавшей к нему степью между Днепром и Бугом. Русские корабли могли свободно ходить по турецким водам; русские подданные получили право пользоваться всеми теми выгодами, которыми пользовались в пределах Турции союзные туркам народы; Порта признала титул русских императоров и обязалась называть их падишахами, даровала амнистию и свободу вероисповедания балканским христианам, предоставила представителям России принимать на себя роль защитников славян и ходатайствовать за них. Порта обязалась также распространить амнистию на Грузию и Мингрелию и не брать с них больше никаких податей, в том числе подать юношами и девушками. Русские подданные получили право без всякой платы посещать Иерусалим и другие священные места. Россия в свою очередь изъявила согласие иметь при дворе султана посланника или полномочного министра второго ранга и консулов с переводчиками для охраны интересов русских купцов в разных городах Турции. Далее, Россия обязалась вывести войска из Грузии и Мингрелии, с тем чтобы тамошние крепости охранялись не турецкими, а туземными гарнизонами. За военные издержки Турция обязалась в течение 3 лет уплатить России 4,5 млн рублей. 13 января 1775 года Кючук-Кайнарджийский мир был утверждён султаном.
Договор был очень невыгоден для Турции и поэтому не обеспечил для России более или менее продолжительного мира. Турция всячески старалась уклониться от точного исполнения договора — то она не платила контрибуцию, то не пропускала русские корабли из Архипелага в Чёрное море, то агитировала в Крыму, стараясь умножить там число своих приверженцев. Россия согласилась на то, чтобы крымские татары признавали духовную власть султана как главы мусульман. Это дало султану возможность оказывать на татар и политическое влияние.
Этим мирным договором ознаменован важнейший момент, с которого начинается постепенное ослабление Османской империи и одновременно с этим возрастание влияния Российской империи на Балканском полуострове и на Кавказе. Именно договор 1774 года начал процесс присоединения к империи Северного Причерноморья, Крыма, Кубани и причерноморских областей Грузии, завершившийся в 1812 году присоединением Бессарабии и западной Грузии. Окончательное прекращение крымскотатарских набегов и получение Российской империей доступа к торговле на Чёрном море стало импульсом к мощному экономическому и демографическому развитию её южных территорий.